# Очерки античного символизма и мифологии
Очерки античного символизма и мифологии — историко-философское исследование А. Ф. Лосева, посвящённое истории античной философии и культуры. 

## Содержание работы
Работа состоит из нескольких очерков, в которых исследованы разные стороны античной культуры. Первый очерк носит характер введения. В нём излагаются наиболее интересные, с точки зрения автора, концепции античного символизма, прежде всего, Ф. Ницше и О. Шпенглера. Опираясь на изложенный материал, А. Ф. Лосев даёт собственную концепцию античности как типа культуры. Согласно его выводам, для античности характерны интуиции телесности и пластическая и визуальная выразительность, имеющая своей целью синтез бесконечного и конечного в конкретной, нередко мистически осмысленной, форме. 
Второй очерк посвящён мифологическим и символическим аспектам ранней греческой философской мысли. А. Ф. Лосев проводит мысль о связи ранней античной науки и мифологии. Третий очерк — исследование терминологии Платона. А. Ф. Лосев проводит обзор всех мест в платоновских сочинениях, в которых используются термины «идея» и «эйдос» и даёт систематический анализ тех значений, которые имеют эти понятия в словаре философа. 
Четвёртый очерк продолжает тематику предыдущего — он посвящён систематическому исследованию учения Платона об идеях. Автор находит пять основных типов значения понятия «идеи» у Платона. Первое — это «наивно-реалистическое», то есть, «идея» как обозначение внешнего вида вещи. Второе — «описательная», где понятие «идея» имеет значение целостности объекта. Третье значение получает у А. Ф. Лосева наименование «трансцендентального» — «идея» как понятие о сущности вещи. Четвёртое значение «идеи» у Платона А. Ф. Лосев называет «диалектическим» или «мифом». Здесь идея, согласно его исследовательской концепции, имеет значение непосредственной, эстетически выразительной действительности. Пятая ступень в понимании «идеи» у Платона А. Ф. Лосевым названа «аритмологической». «Идея» трактуется здесь как число, то есть, конкретное сущее, выразительное само по себе. 
Далее А. Ф. Лосев останавливается на таких аспектах учения Платона, как «скульптурная» и «телесная» выразительность. А. Ф. Лосев связывание понятие «идеи» как предельно выразительной познаваемой формы вещей с представлениями о пластической чёткости, существовавшими в античной культуре. Примерами такой пластичности А. Ф. Лосев называет античную скульптуру, античную математику с её понятием числа и античную гомоэротику, имеющую корни в фаллических первобытных культах.
Следующий очерк посвящён мировоззрению Аристотеля. А. Ф. Лосев ставит своей целью дать цельную картину мировоззрения этого философа. С этой целью он исследует аристотелевкую эстетику, поэтику и педагогику. А. Ф. Лосев находит в философии Аристотеля общие, по его мнению, для всей античной культуры черты. А. Ф. Лосев считает, что мировоззрение Аристотеля в целом представляет собой развёрнутое учение о судьбе как принципе существования конкретных вещей в мире. 
Последний, шестой очерк, назван А. Ф. Лосевым «Социальная природа платонизма». Автор постулирует в качестве своей задачи — изобразить платонизм как цельное мировоззрение, являющееся специфическим продуктом античного общества V века до нашей эры. А. Ф. Лосев приходит к выводу, что общественно-политические взгляды Платона, выраженные им в диалоге «Государство», являются неизбежным и строго логическим выводом, согласующихся с тенденциями античной философии и культуры.

## История публикации
Работа опубликована в 1930 году в Москве под маркой «Издание автора». Переиздана в 1993 году в издательстве «Мысль» в 1993 году под общей редакцией А. А. Тахо-Годи и И. И. Маханькова. Переиздана в 2013 году в издательстве "Академический Проект" в рамках серии "Философские технологии", подготовкой текста занималась А.А. Тахо-Годи.